# Raymond Pierrehumbert
Raymond Thomas Pierrehumbert (né en 1954) est un professeur de physique à l'université d'Oxford, préalablement professeur en sciences géophysiques à l'université de Chicago. Il est l'un des auteurs principaux du troisième rapport d'évaluation du GIEC (Groupe d'experts intergouvernemental sur l'évolution du climat) et co-auteur du rapport du Conseil national de la recherche des États-Unis sur le changement climatique brutal.

## Éducation et récompenses
Il est titulaire d'un diplôme en physique (AB) du Harvard College et d'un doctorat en aéronautique et astronautique du Massachusetts Institute of Technology.
Il reçoit une bourse John-Simon-Guggenheim en 1996, qu'il utilise pour lancer des travaux collaboratifs sur le climat avec des collaborateurs à Paris. Il est membre de l'Union américaine de géophysique (AGU) et est nommé Chevalier de l'Ordre des Palmes académiques par la République française. Il est élu à l'Académie américaine des arts et des sciences en 2015 et siège au Conseil des sciences et de la sécurité du Bulletin of the Atomic Scientists. En 2020, il est élu membre de la Royal Society.

## Recherche
L'intérêt central de Raymond Pierrehumbert en matière de recherche porte sur le fonctionnement du climat en tant que système, et sur le développement de modèles mathématiques à utiliser pour aborder des questions de science du climat, telles que le paradoxe du jeune Soleil faible.
Il contribue au blog RealClimate et est un fervent critique de la recherche en géoingénierie solaire.

## Vie privée
Il est marié à Janet Pierrehumbert, professeure de modélisation linguistique à l'université d'Oxford.

## Articles publiés
- Pierrehumbert RT 2002 : « The Hydrologic Cycle in Deep Time Climate Problems », Nature, 419, 191-198.
- Pierrehumbert RT 2003 : « Counting the Cost », Nature, 422 (6929), 263.
- Goodman, JC et RT Pierrehumbert 2003 : « Glacial flow of floating marine ice in Snowball Earth », J. Geophys. Rés., 108 (C10), 3308,DOI 10.1029/2002JC001471   .
- Alley RB, J. Marotzke, WD Nordhaus, JT Overpeck, DM Peteet, RA Pielke Jr., RT Pierrehumbert, PB Rhines, TF Stocker, L. Talley et JM Wallace, 2003 : « Changement climatique brutal », Science, 299, 2005 –2010.
- Pierrehumbert, RT 2004 : « High levels of atmospheric carbon dioxide necessary for the termination of global glaciation », Nature, 429, 646-649.
- Pierrehumbert, RT 2004 : « Greenhouse effect : Fourier’s concept of planetary energy balance is still relevant today ». Nature, 432, 677.
- Pierrehumbert, RT 2005 : « Climate dynamics of a hard snowball Earth », J. Geophys. Rés., 110 (D01111),DOI 10.1029/2004JD005162   .